# Cornelis Hirschman
Cornelis August Wilhelm Hirschman, noto anche con il nome Carl Anton Hirschman (Medan, 16 febbraio 1877 – Amsterdam, 26 giugno 1951), è stato un banchiere e dirigente sportivo olandese, presidente ad interim della Fédération Internationale de Football Association dal 1918 al 1921.

## Biografia
Nominato segretario della Federcalcio olandese nel 1897, Hirschman è, insieme a Robert Guérin, una delle persone che hanno contribuito alla fondazione della FIFA (Fédération Internationale de Football Association). Dal 1904 al 1906 ne ricoprì la carica di vicepresidente, prima di essere eletto nello stesso anno segretario generale. Si rese protagonista nel 1912 anche della fondazione del Comitato Olimpico.
Dal 1918 al 1921 ha ricoperto ad interim le funzioni di presidente della FIFA in seguito alla morte del presidente in carica Daniel Burley Woolfall, pur continuando a mantenere la carica di segretario generale.
Mantiene da solo e a sue spese l'organizzazione in attività creando un collegamento tra le diverse federazioni nonostante i danni provocati della prima guerra mondiale. Su iniziativa di Jules Rimet, fu lui a convocare il congresso del 1919 a Bruxelles e poi l'assemblea del 1920 ad Anversa, dove lo stesso Rimet fu eletto presidente della FIFA. Si è dimesso nel 1931 dalla carica di segretario generale.
Insieme alle sue attività calcistiche ha fondato la sua società Hirschmann Effecten, crollata a seguito della crisi del mercato azionario del 1929. La FIFA ha sofferto molto per questo crollo poiché Hirschman aveva collocato gran parte del denaro dell'associazione in borsa.